# Frank Leys
Frank Leys (Gent, 11 november 1955 – aldaar, 27 januari 2022) was een Vlaams schrijver en leraar.

## Biografie
Frank Leys groeide op in Gent en studeerde aan het Don Boscocollege Zwijnaarde (Gent), waar hij in 1973 afstudeerde in de richting Latijn-Grieks. Na zijn studie klassieke filologie aan de Universiteit Gent, waar hij in 1977 afstudeerde op een thesis over het werk Andrisca van Georgius Macropedius, keerde hij terug naar dit college. Leys gaf er tot zijn pensioen les in Latijn, Grieks en antieke cultuur.
Frank Leys was getrouwd met Marie-Agnes ("Mieke") De Grave, en zij kregen twee dochters.
Samen met Karel Verleyen, collega-leerkracht op dezelfde middelbare school, schreef Leys enkele jeugdboeken.